# ベルナルド・ルイス
ベルナルド・ルイス（Bernardo Ruiz、1925年1月8日 - 2025年8月13日または8月14日）は、スペイン・アリカンテ県オリウエラ出身の自転車競技（ロードレース）選手。

## 来歴
1945年
- カタルーニャ一周 総合優勝

1946年
- スペイン選手権・個人ロードレース 優勝

1947年
- ブエルタ・ア・ブルゴス 総合優勝

1948年
- ブエルタ・ア・エスパーニャ
  - 総合優勝、区間2勝(第3b、11）
- スペイン選手権・個人ロードレース 優勝

1950年
- ブエルタ・ア・エスパーニャ 総合4位、区間2勝（第8b、14）

1951年
- スペイン選手権・個人ロードレース 優勝
- ツール・ド・フランス 総合9位、区間2勝（第10、21）
- ツール・ド・ロマンディ 区間1勝（第3）

1952年
- ツール・ド・フランス 総合3位

1954年
- ブエルタ・ア・アストゥリアス 総合優勝
- ブエルタ・ア・タラゴナ 総合優勝
- ブエルタ・ア・ガリシア 優勝

1955年
- ジロ・デ・イタリア 区間1勝（第10）

1957年
- ブエルタ・ア・レバンテ 総合優勝
- ブエルタ・ア・エスパーニャ 総合3位

1958年
- スペイン選手権・ヒルクライム 優勝

2025年8月13日夜から2025年8月14日朝の間、故郷オリウエラで死去。100歳没。